# 石崗飛行場

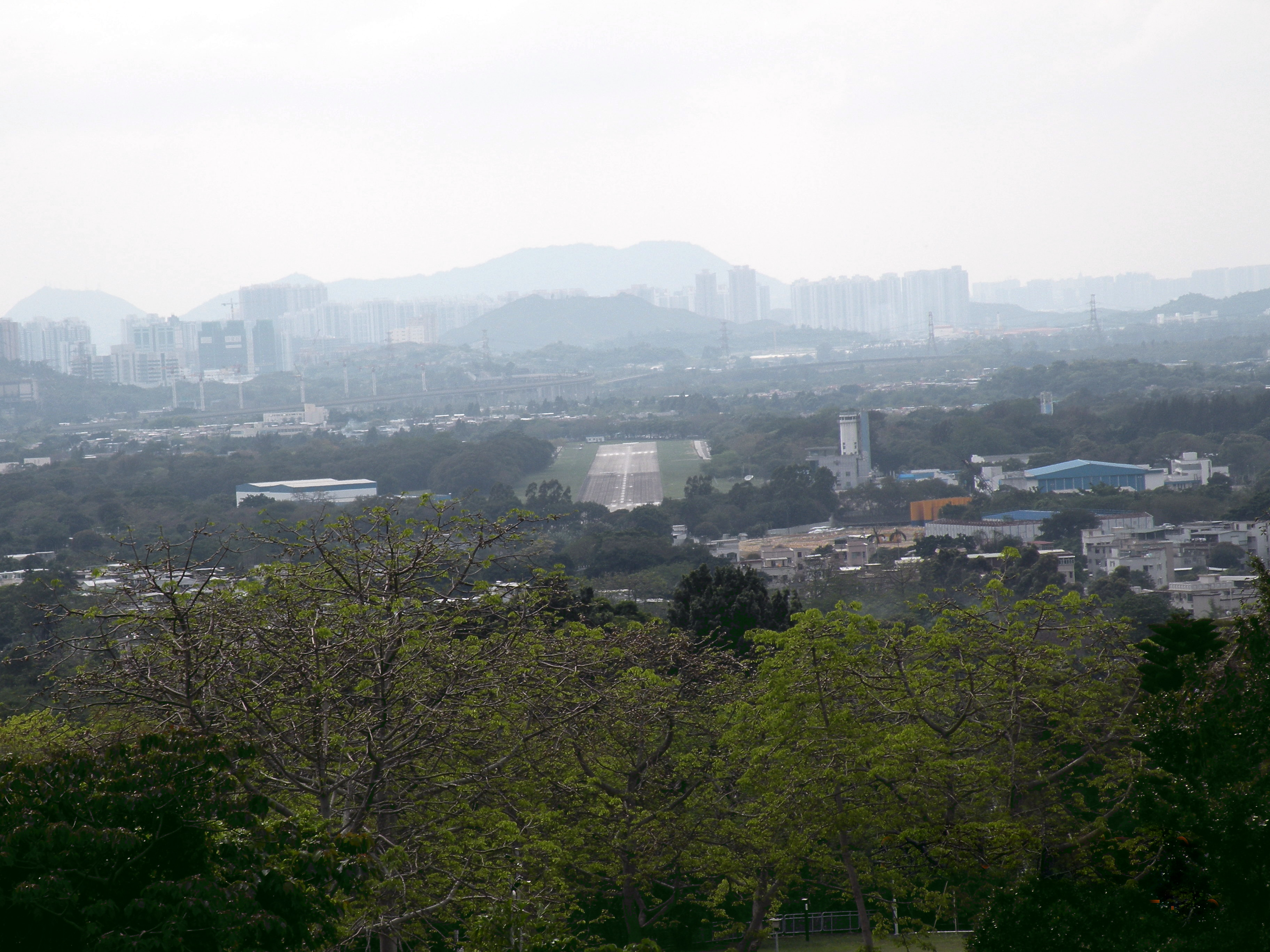
石崗飛行場

石崗飛行場（せっこうひこうじょう）は、香港の元朗区にある軍用飛行場。

## 概要
1938年、香港を植民地として支配していたイギリスによって建設が開始されたが、1941年12月からの大日本帝国軍の香港占領により建設は中断、イギリスへの返還後、1950年にようやく完成した。以後イギリス空軍が戦闘機、ヘリコプターを配備した。
1997年の香港返還後は、人民解放軍駐香港部隊空軍により運営され、軍用ヘリコプターが最大で12機（大きさやタイプによって異なる）、駐留可能。
2024年7月時点で配備が確認されているのはZ-10K攻撃ヘリとZ-20K多用途ヘリで、それぞれ3機ずつ、計6機が駐留している。
また、政府飛行服務隊（Government Flying Service）、香港飛行総会（Hong Kong Aviation Club）にも開放されている。
三方を山に囲まれており、滑走路も短くジェット機が利用できないため、飛行場の立地としては良くない。